# Kantonsschule Wettingen
Die Kantonsschule Wettingen (KSWE), umgangssprachlich Kanti Wettingen, ist eine im Jahre 1976 gegründete Schule des Kantons Aargau. An der Kantonsschule kann sowohl das Gymnasium als auch die Fachmittelschule besucht werden. Die Kantonsschule nutzt die Gebäude des ehemaligen Klosters Maris Stella, welches 1841 geschlossen und in das Lehrerseminar Wettingen umfunktioniert wurde. Weitere Schulräume befinden sich in verschiedenen Gebäuden rund um das Kloster.
Heute besuchen knapp 1100 Schülerinnen und Schüler die Kantonsschule Wettingen und absolvieren entweder die gymnasialen Ausbildungsgänge gemäss MAR oder die Fachmittelschule (FMS) mit der Möglichkeit der Fachmaturitätsausbildung. Die Förderung von Schülern mit besonderen Begabungen oder Lernschwächen ist ein zentrales Anliegen der Schule.
Die Kantonsschule Wettingen hat zwei Partnerschulen: Das Pestalozzi-Gymnasium Heidenau und die Amity International School in Neu-Delhi.

## Geschichte

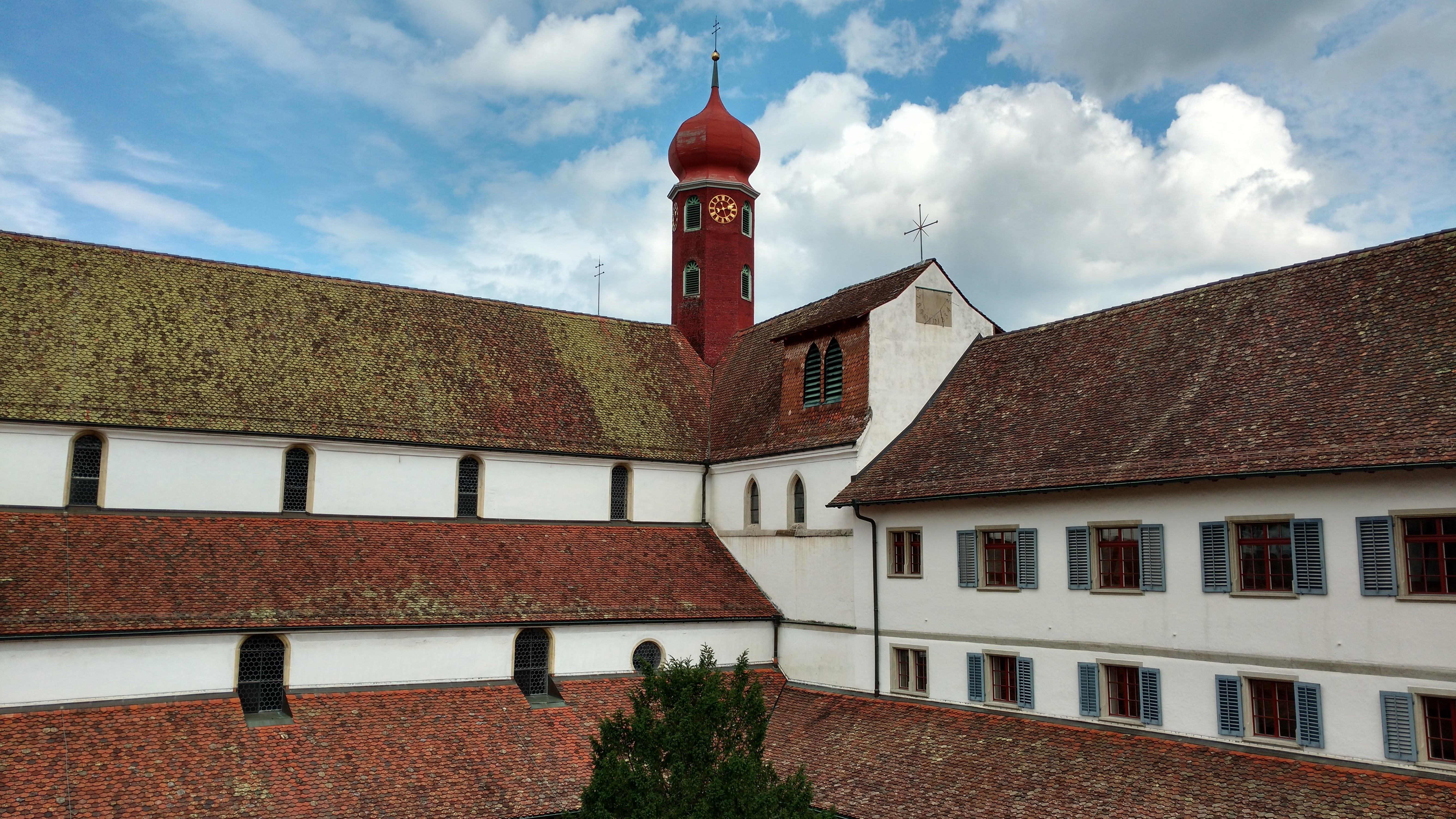
Sicht auf den Kirchturm

Nach der Auflösung des Zisterzienserklosters entstand in einem Teil der heutigen Räumlichkeiten der Kantonsschule Wettingen 1841 das dem Kanton Aargau unterstehende Lehrerseminar Wettingen. 1976 entstand daraus die Kantonsschule Wettingen, die durch die Einführung der neuen Maturitätstypen gemäss MAR 1998 bedeutend aufgewertet und ausgebaut wurde.

## Gebäude
Der Campus der Kantonsschule Wettingen besteht aus unterschiedlichen Gebäuden auf der Halbinsel in der Wettinger Limmatschlaufe, in deren Zentrum sich ein ehemaliges Zisterzienserkloster befindet, zu dem der so genannte Klosterpark gehört.

### Hauptgebäude
Im Hauptgebäude sind Schulzimmer auf zwei Stöcken untergebracht, in denen hauptsächlich Geographie, Geschichte und Mathematik unterrichtet werden. Neben den Klassenzimmern befinden sich im Hauptgebäude eine umfangreiche Mediothek sowie zahlreiche Zimmer für Instrumentalunterricht, die Büros der Schulleitung und der Administration der Kantonsschule Wettingen sowie Arbeitsplätze für Lehrpersonen. Im Hauptgebäude gibt es zudem Computerarbeitsplätze, Aufenthaltsräume und Möglichkeiten für Studierende, Schulmaterial einzuschliessen.
Das Hauptgebäude wurde von 1990 bis 1996 umgebaut. Dabei wurden viele historische Ausstattungselemente wieder freigelegt.
Der inneren Klosterbereich gehört mit dem Kreuzgang des ehemaligen Klosters sowie dem Kapitelsaal, der als Aula genutzt wird, zu den Räumen der Schule. Vor der Eröffnung des neuen Mensagebäudes 2008 waren im Hauptgebäude zudem eine Cafeteria (im ehemaligen Brudersaal) sowie die Mensa untergebracht. Seit dem 1. April 2022 betreibt das Museum Aargau im Aussenbereich und in ausgewählten Innenräumen des Klosters ein Museum zum Thema «Glaube Macht Wissen» dessen Inhalte und Gestaltung gemeinsam mit Studierenden der Kantonsschule Wettingen erarbeitet wurden.

### Alte Spinnerei
In der Alten Spinnerei, einer ehemaligen Baumwollspinnerei, hat die Kantonsschule Wettingen auf vier Stöcken zahlreiche Schulräume gemietet, in denen hauptsächlich Sprachen, Wirtschaft und Recht sowie naturwissenschaftliche Fächer (Biologie, Physik) unterrichtet werden. Neben mehreren Aufenthaltsräumen für Lehrpersonen befinden sich auch Computerarbeitsplätze für Studierende im Schulbereich der Alten Spinnerei.
Auf unteren Stöcken der Alten Spinnerei sind Räume an Handwerksbetriebe und Künstler vermietet. Ebenfalls befindet sich in einem kleinen Nebengebäude eine Kleinbrauerei.

### Mensa Löwenscheune

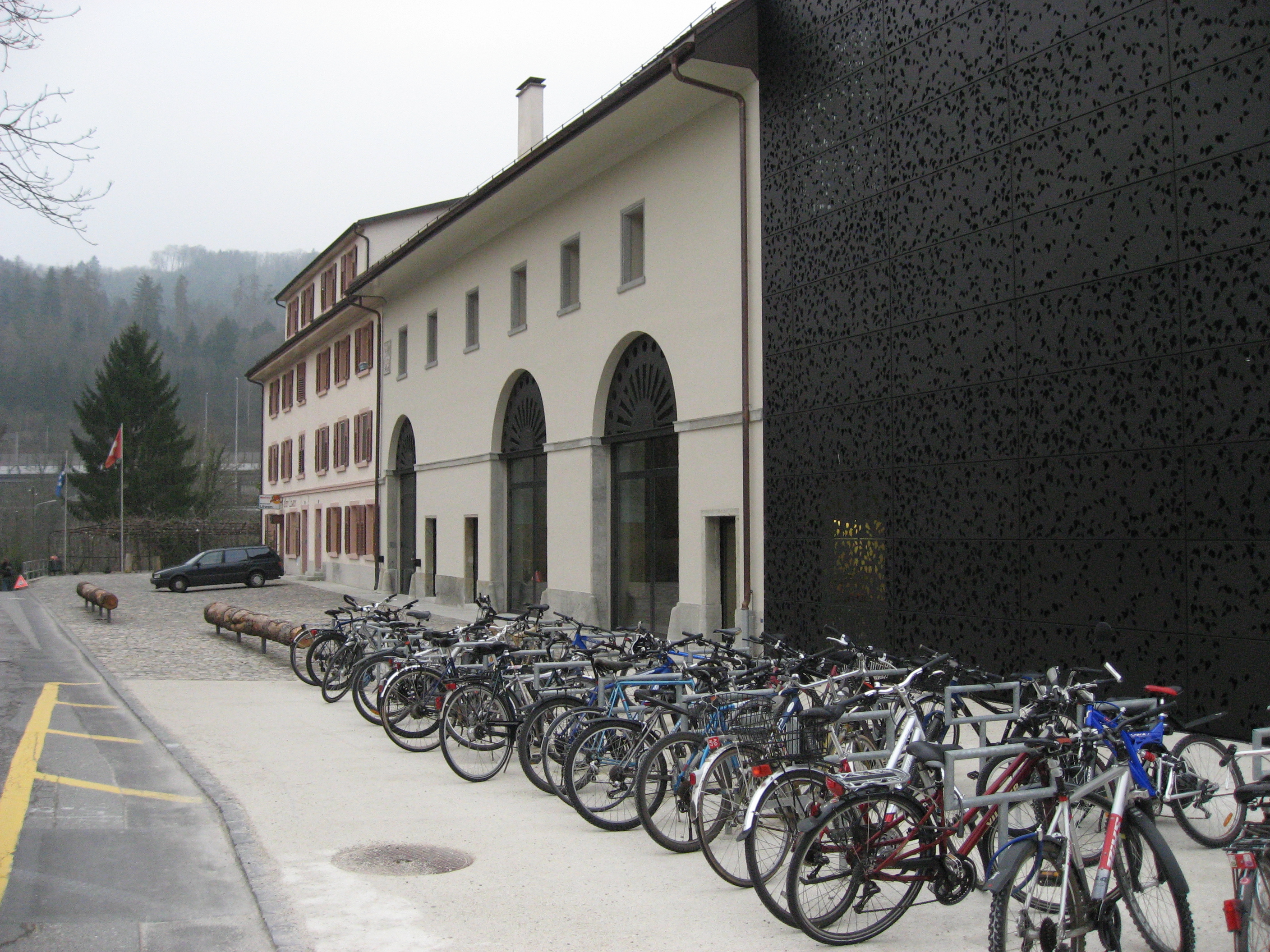
Neue Mensa Löwenscheune

Im ehemaligen Wirtschaftsgebäude des Klosters, der denkmalgeschützten Löwenscheune, befinden sich die neue Mensa (im zweiten Stock) sowie eine Cafeteria (im Erdgeschoss). Sie bilden einen zentralen Begegnungsraum der Schule. Eröffnet wurden sie zu Beginn des Schuljahres 2008/2009, weil ein markanter Anstieg der Schülerzahlen an der Kantonsschule Wettingen dieses zusätzliche Gebäude erforderlich machte. In der Mensa mit 220 Sitzplätzen werden die Studierenden und die Lehrpersonen der Schule verpflegt, die Cafeteria bietet Platz für 130 Personen. Im Jahr 2020 wurde das Familientischsystem aufgrund der Covid-19-Pandemie durch das in Kantinen herkömmliche Selbstbedienungssystem ersetzt. Die Mensa legt wert auf regionale und saisonale Produkte. Für Studierende und Lehrpersonen mit Intoleranzen werden auch Gluten- oder Laktosefreie Menüs sowie vegetarische Alternativen angeboten. Mensa wie Cafeteria werden von einer eigens dafür gegründeten Genossenschaft betrieben.
Die Fassade des Anbaus an die Löwenscheune schmückt das im Rahmen von Kunst am Bau erstellte Kunstwerk «Ornament» von Roland Herzog.

### Westschöpfe
Die Westschöpfe, die gegenüber der neuen Mensa liegen, dienen vor allem als Probeort für die Theatervorführungen. In den Westschöpfen finden sowohl öffentliche Theater- und Tanzauftritte statt, wie auch Aufführungen der Schultheatergruppe. Ebenfalls finden diverse Informationsveranstaltungen in den Westschöpfen statt, wie auch die Präsentationen einiger Diplom- und Maturaarbeiten.

### Palazzo

Palazzo

Der direkt an der Limmat gelegene Palazzo war früher das Übungsgebäude des Seminars Wettingen. Heute finden in diesen Räumlichkeiten hauptsächlich Kunst- und Werkunterricht statt (grosses Werkatelier im Untergeschoss), in den beiden Schulräumen im Erdgeschoss werden vor allem Sprachfächer unterrichtet.
Beim alljährlich stattfindenden Sommernachtsfest verwandelt sich der Palazzo in einen Tanzpalast mit Musik und Tanzbereich.

### Zollhaus
Das Zollhaus ist ein 1767 erbautes Gebäude, das als Brückenzoll an der Limmat diente. Es wurde im Jahre 2000 umgebaut. Heute sind darin Schulzimmer untergebracht, in denen hauptsächlich Bildnerisches Gestalten und Englisch unterrichtet wird.

### Riverside

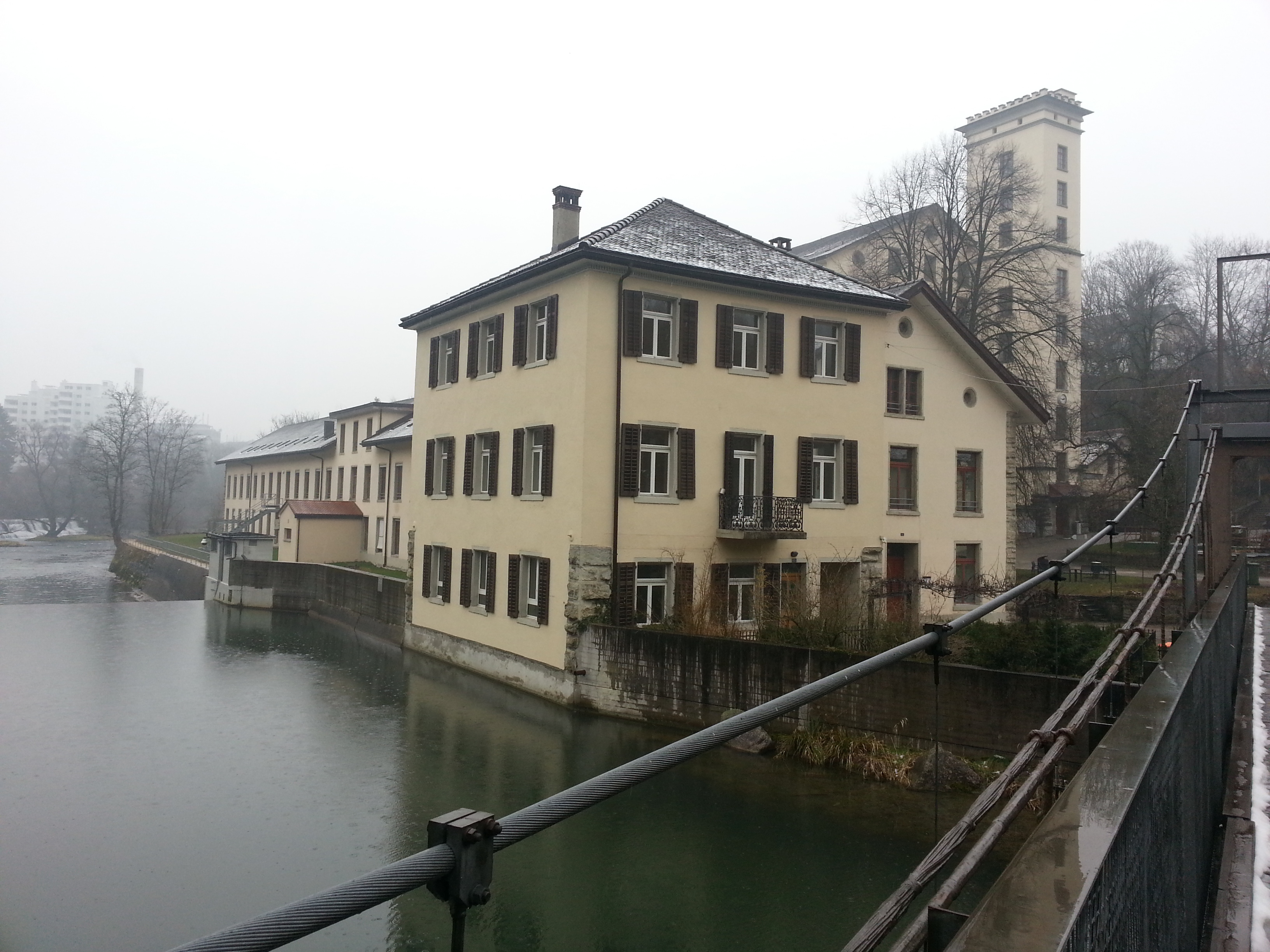
Gebäude an der Limmat in Wettingen, in dem die Schulräume »Riverside« der Kantonsschule Wettingen untergebracht sind.

Die Schulräume an der Limmat wurden 2012 komplett renoviert, nachdem sie zuvor die private City University of Seattle beherbergt hatten.

### Langbau
In den beiden Gebäuden des Langbaukomplexes (ehemalige Seilerei des Klosters Wettingen) wird in drei Schulzimmern Chemie unterrichtet. Dazu kommen ein gut ausgestattetes Labor, eine kleine Bibliothek, eine Sammlung sowie ein Silentium.

## Ausbildungsgänge und Angebot

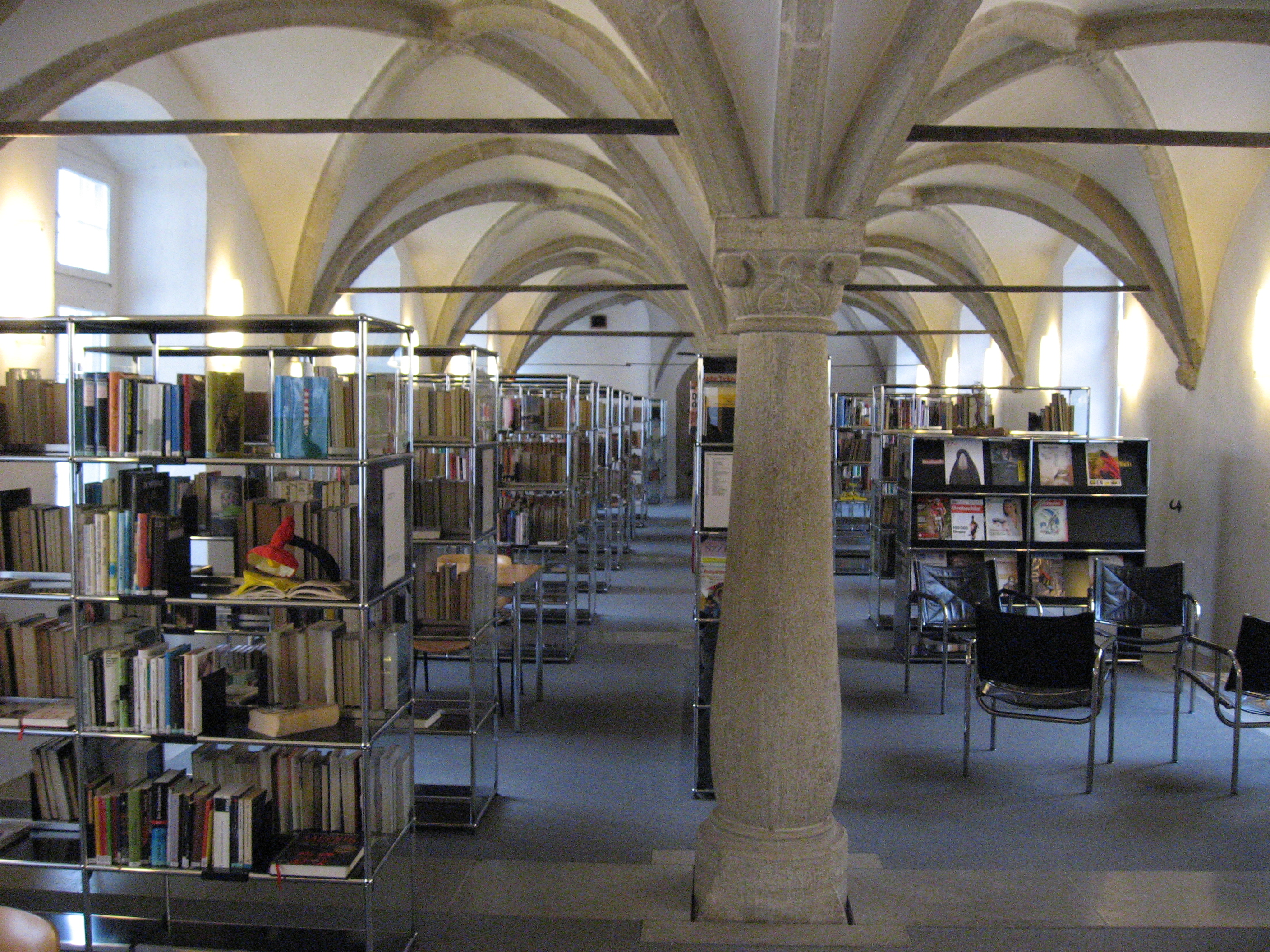
Mediothek

Die vierjährige Ausbildung an der Kantonsschule Wettingen ist in zwei jeweils zwei Jahre dauernde Teile eingeteilt, die Grund- und die Studienstufe. Dies entspricht den Bedingungen des Maturitätsanerkennungsreglements (MAR).
In der Grundstufe besucht man vorwiegend Grundlagenfächer; das wählbare Akzentfach (Pflicht) hat anders als anderen Kantonsschulen keinen Einfluss auf die Einteilung in eine Abteilung (Klasse).
In der Studienstufe liegt der Fokus auf den Wahlfächern, insbesondere auf den Schwerpunkt- und Ergänzungsfächern.
Der gymnasiale Lehrgang an der Kantonsschule Wettingen bietet die Möglichkeit, eine Auswahl an Fächern immersiv (Immersionssprache Englisch) zu belegen. Seit 2010 bietet die Kantonsschule Wettingen auch die Ausbildung zum International Baccalaureate Diplom als Doppelabschluss (Matura und IB-Diplom) an. In der Grundstufe werden jeweils zwei Abteilungen im Modell des Phasenunterrichts unterrichtet. Dabei wird der herkömmliche Wochenstundenplan durch einen Jahresplan ersetzt. Das Schuljahr wird in sechs Phasen unterteilt, in welchen sich die Abteilung auf wenige Fächer konzentriert. Am Ende jeder Phase folgt eine Beurteilungswoche mit Leistungsnachweisen.
An der Fachmittelschule werden vier berufsfeldbezogene Fachrichtungen angeboten. An die Ausbildung schließt ein einjähriger Lehrgang zur Fachmaturität an.
Seit 2009 führt sie ein Programm zur Begabtenförderung («Maris Stella») unter dem Patronat der Schweizerischen Gesellschaft für Begabungs- und Begabtenförderung.

## Partnerschaften
Die Kantonsschule Wettingen pflegt zwei Austauschprojekte:
- Seit 2002 gibt es regelmässig gegenseitige Besuche und Austauschprojekte von Lehrenden und Lernenden mit dem Pestalozzi-Gymnasium Heidenau.[17]
- Die Partnerschaft mit der Mittelschule Nr. 19 in Peking wurde zwischen 2004 und 2015 gepflegt. Damals wurde zum ersten Mal Chinesisch als Freifach an der Kantonsschule Wettingen angeboten. Lernende und Lehrende beider Schulen nehmen an regelmässigen Austauschprojekten und Besuchen teil.[18]
- Die Kantonsschule Wettingen partizipiert an einem Schüleraustausch mit dem Kanton Waadt.[19]

## Ehemaligenverein Pro Kanti Wettingen
Dem 1988 gegründeten Verein Pro Kanti Wettingen gehören rund 700 ehemalige Schülerinnen und Schüler an. Der Verein unterstützt die Kantonsschule finanziell bei speziellen Projekten und vergibt jährlich einen Preis, der Schülerinnen und Schüler auszeichnet, die sich freiwillig für die Schule und das Schulleben einsetzen. Zudem organisiert der Verein jeweils im November den Studieninfoanlass, bei dem Ehemalige über ihr Studium sprechen. Zweimal jährlich erscheint das Vereinsmagazin «ChloschterInfo».

## Besondere Schulanlässe
An der Kantonsschule Wettingen wird eine Schulkultur gepflegt, in der Studierende und Lehrpersonen das Leben an der Schule regelmässig Interessierten präsentieren.
Wichtige Schulproduktionen sind die Tanzaufführung «Let's Move» sowie jährlich wechselnde Theaterprojekte.
Das Sommernachtsfest findet jährlich nach den Sommerferien auf der Klosterhalbinsel statt. In Klassenprojekten sind Studierende am Aufbau, an der Dekoration, am Unterhaltungs- und Gastronomieangebot, sowie an der Organisation des Festes mit rund 2000 zahlenden Gästen beteiligt.
Zudem verfügt die Schule über einen eigenen, traditionsreichen Konzertzyklus: Die Wettinger Sommerkonzerte binden Studierende der Kantonsschule Wettingen ein.

## Kommunikation und Öffentlichkeitsarbeit
Die Kantonsschule Wettingen entwickelt interne und externe Kommunikation systematisch weiter. So betreibt sie seit 2016 einen Youtube-Informationskanal mit Beteiligung von Schülerinnen und Schülern. 2008 erhielt die Kantonschule Wettingen den Schulpreis der Wissenschafts-Olympiade. 2013 war die Kantonsschule Wettingen für den ersten Schweizer Schulpreis nominiert.

## Bekannte Absolventen
| Name                | Eintritt | Matur | Anmerkung                                       |
| ------------------- | -------- | ----- | ----------------------------------------------- |
| Jennifer Ann Gerber | 1996     | 1999  | Miss Schweiz 2001, hat DMS absolviert           |
| Pascale Bruderer    | 1993     | 1997  | Ständerätin 2002-; Nationalratspräsidentin 2010 |
| Emel Aykanat        | 1991     | 1995  | Sängerin                                        |
| Manuel Diener       | 2006     | 2010  | Schweizer Meister im Poetry Slam                |
| Marguerite Meyer    | 2000     | 2004  | Chefredaktorin Joiz                             |
|                     |          |       |                                                 |

## Bildergalerie

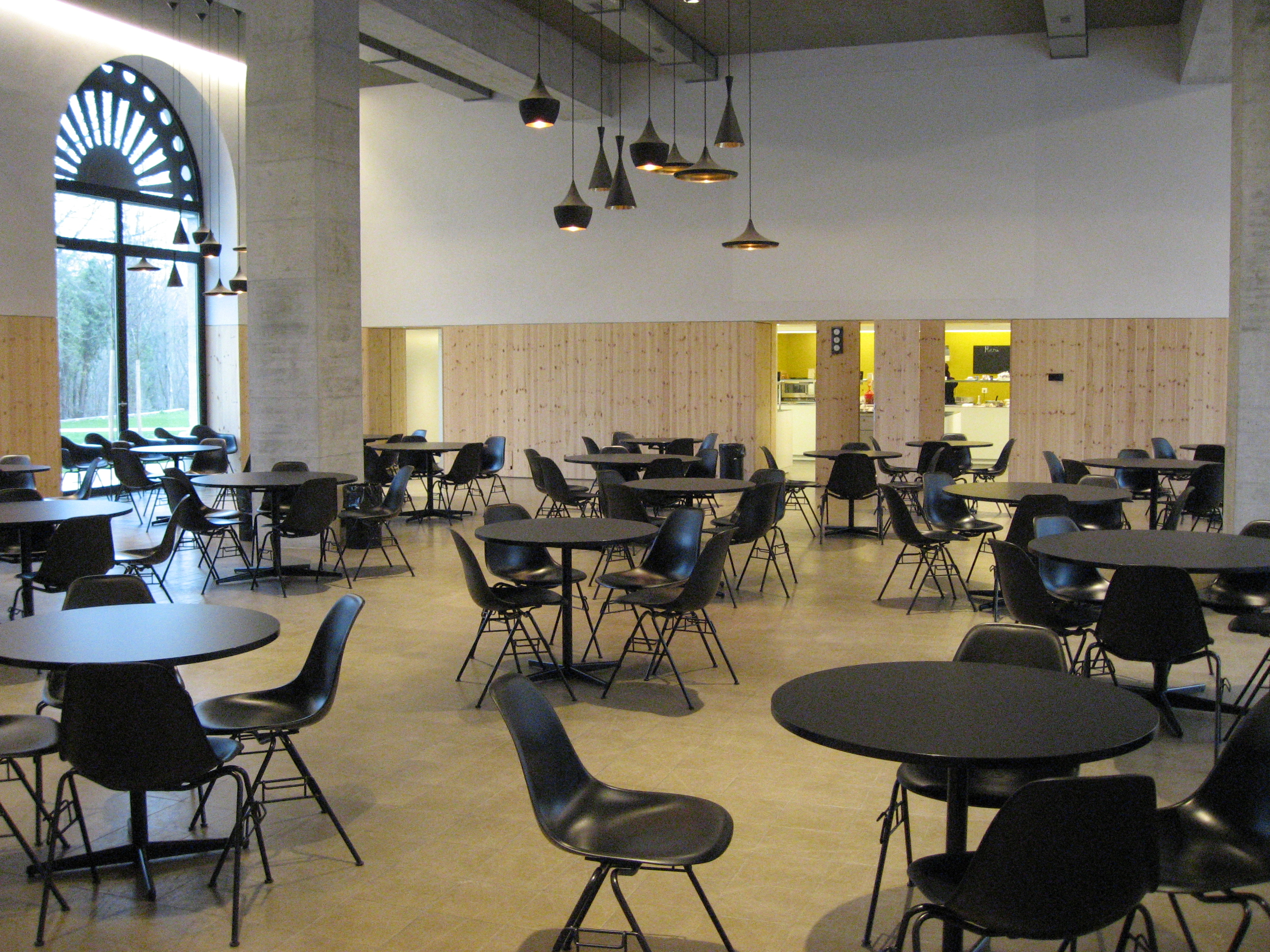
Cafeteria
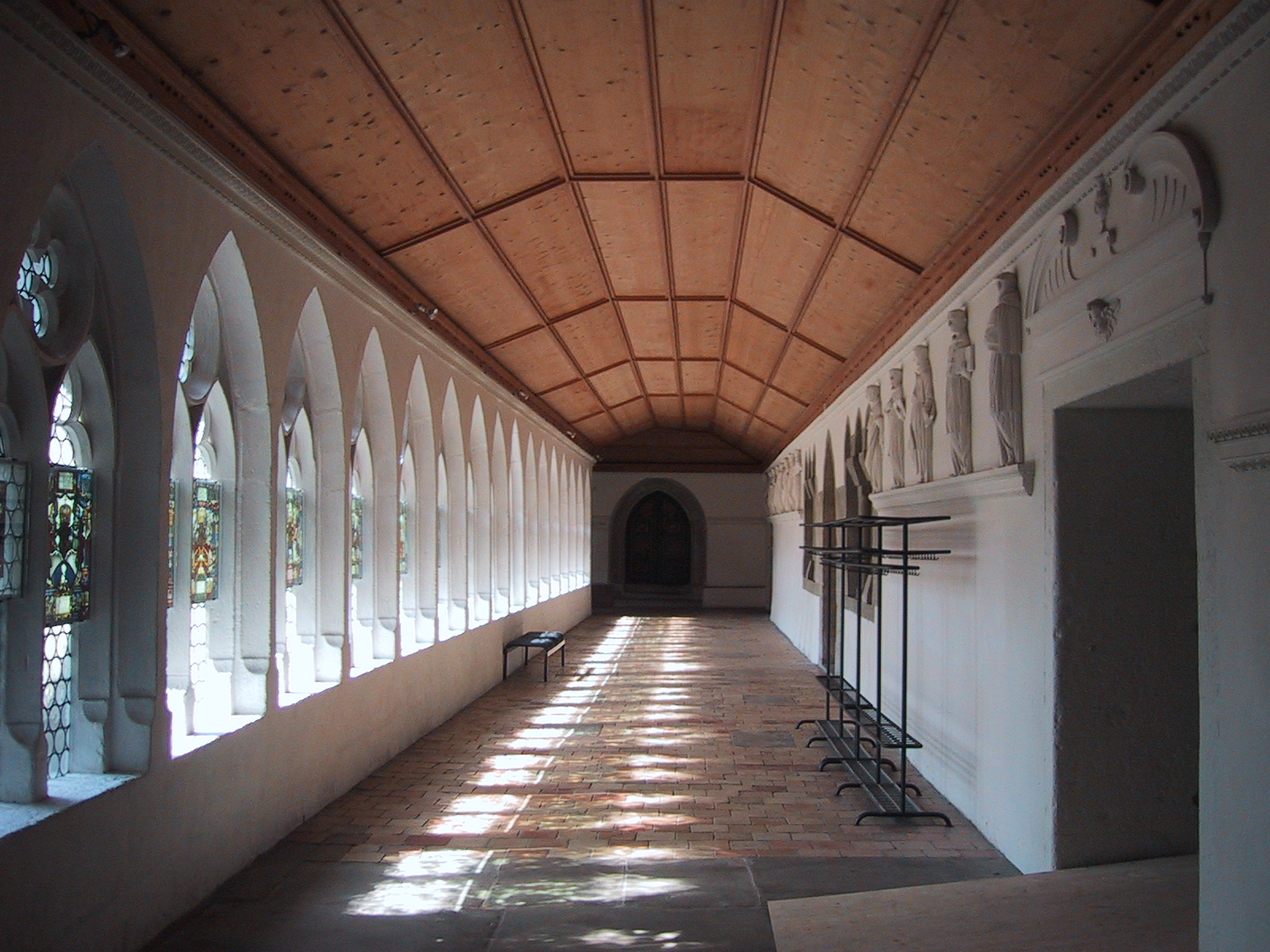
Kreuzgang
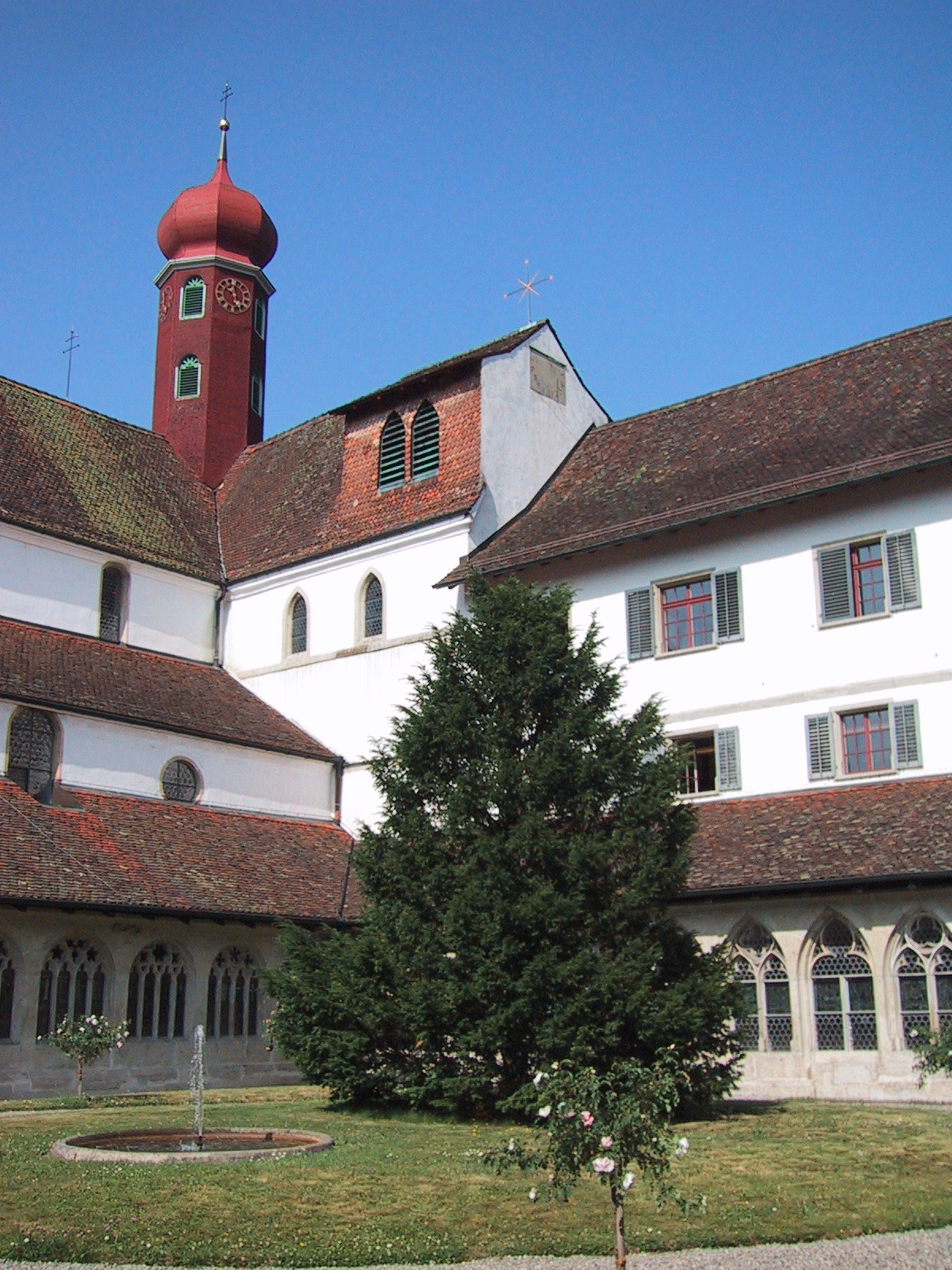
Hauptgebäude, Kloster